# 울리세스 다빌라
울리세스 알레한드로 다빌라 플라센시아(스페인어: Ulises Alejandro Dávila Plascencia, 1991년 4월 13일 ~ )는 멕시코의 축구 선수로 포지션은 공격형 미드필더이며 멕시코 청소년 대표팀 출신이다.